# Нек-роуд (линия Брайтон, Би-эм-ти)
|   |     |     |     |     |   |
| · | · л | · э | · э | · л | · |

|   |     |     |     |     |   |
| · | · л | · э | · э | · л | · |

«Нек-роуд» (англ. Neck Road) — станция Нью-Йоркского метрополитена, расположенная на линии Брайтон, Би-эм-ти. Станция находится в Бруклине, в округе Хоумкрэст, между Восточной 15-й и Восточной 16-й улицами, в районе их пересечения с Грэйвсент Нек роуд. На станции останавливается маршрут Q (круглосуточно). Станцию проходит без остановки маршрут B (в будни днём и вечером до 23:00).

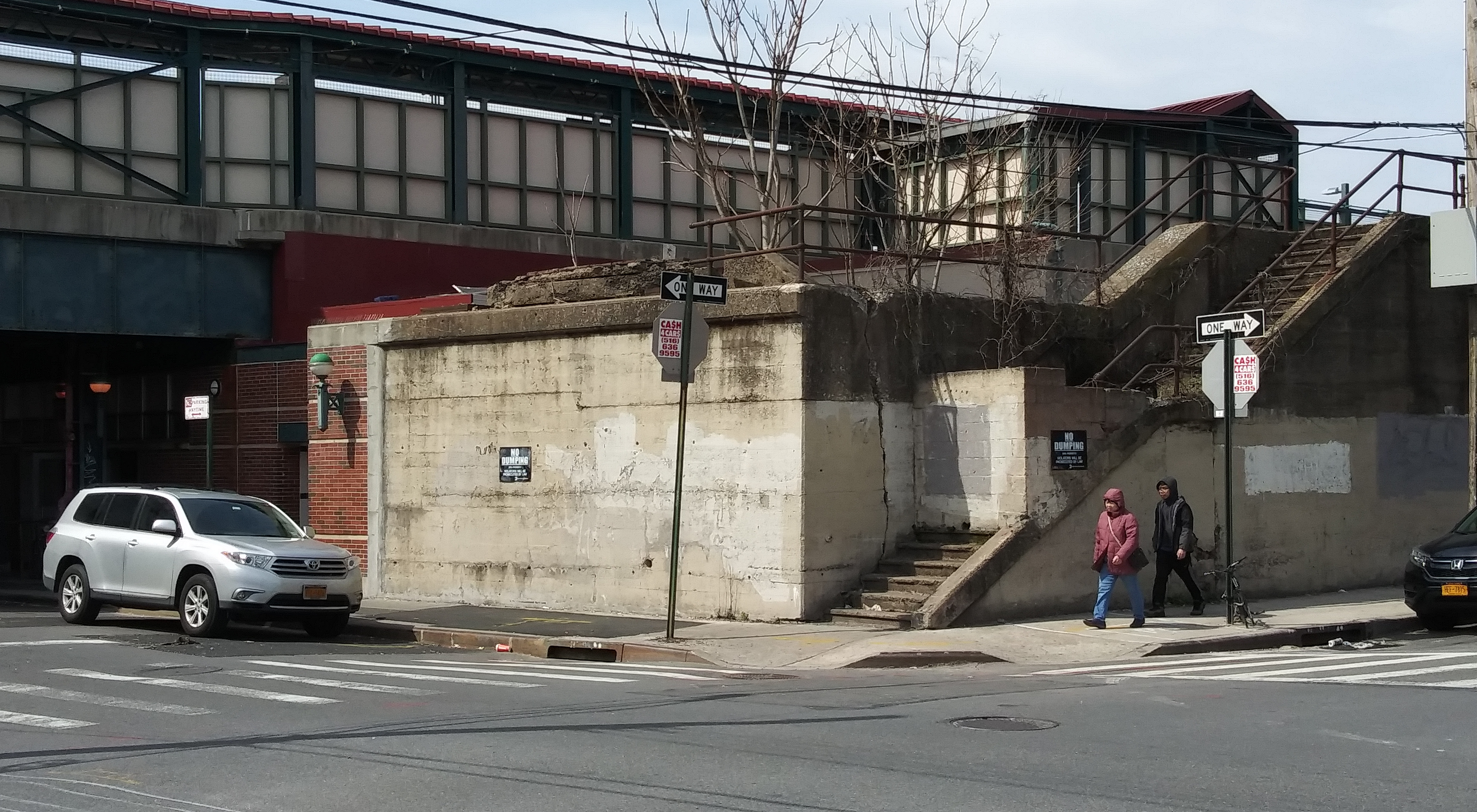
Рядом со станцией метро находилась линия Лонг-Айлендской железной дороги. На фото остатки стены, на которую она опиралась, а также лестница на платформу бывшей станции LIRR

Станция была открыта на уже действующей эстакадной линии в 1908 году. Она представлена двумя боковыми платформами, обслуживающими только внешние (локальные) пути четырёхпутной линии. Платформы оборудованы навесом в центральной части и огорожены по всей своей длине высоким бежевым забором. Название станции представлено в виде стандартных чёрных табличек с белой надписью на стенах и колоннах.
До 1920-х годов параллельно BMT Brighton Line шла линия LIRR. Несмотря на то что линию давно снесли, до сих пор можно отчётливо увидеть её остатки. Место, которое занимала эта линия, было частично использовано в процессе реконструкции станции.
Станция имеет единственный выход. Он представлен лестницами, которые ведут в вестибюль под платформами. В вестибюле расположен маленький турникетный павильон. Выход из вестибюля приводит к северной стороне Грэйвсент Нек роуд, между Восточной 15-й и Восточной 16-й улицами. Кроме того, каждая платформа имеет по два полноростовых турникета, которые минуют вестибюль. Они работают только на выход пассажиров (за исключением одного турникета на восточной (на Манхэттен) платформе, который работает как на вход, так и на выход).

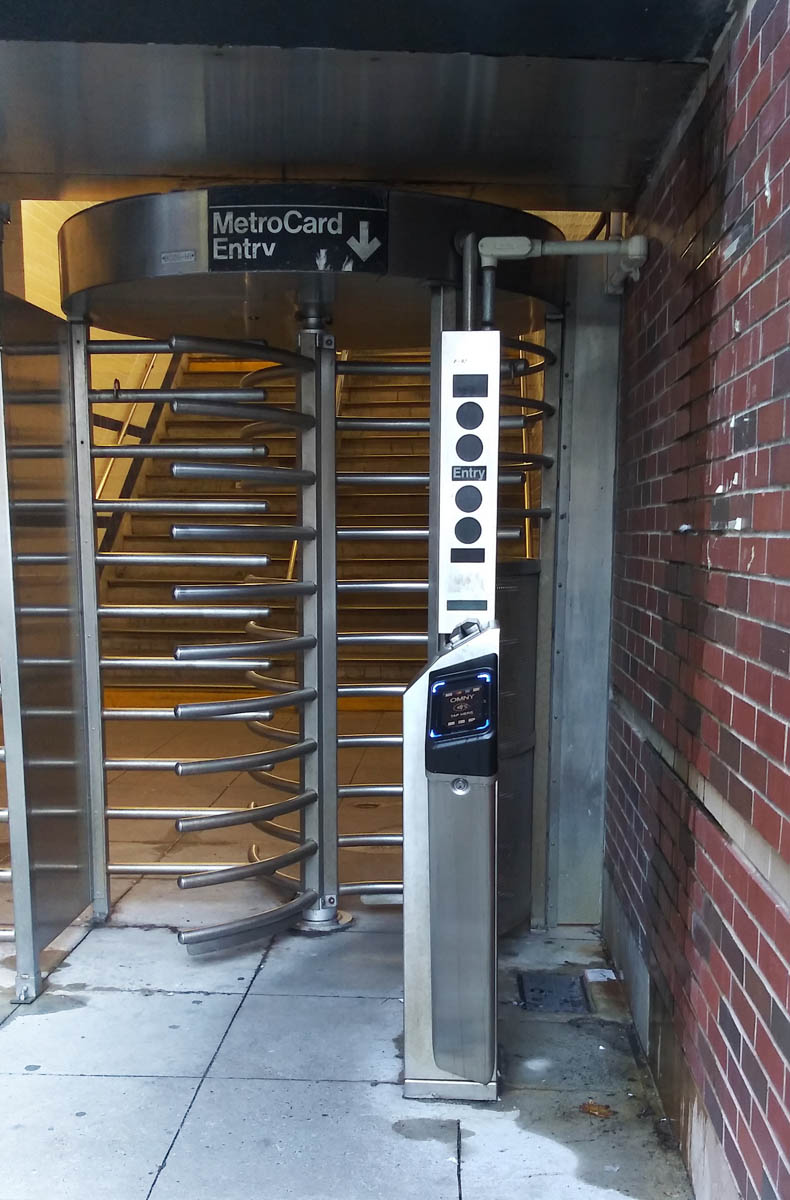
Полноростовый турникет возле лестницы на восточную платформу
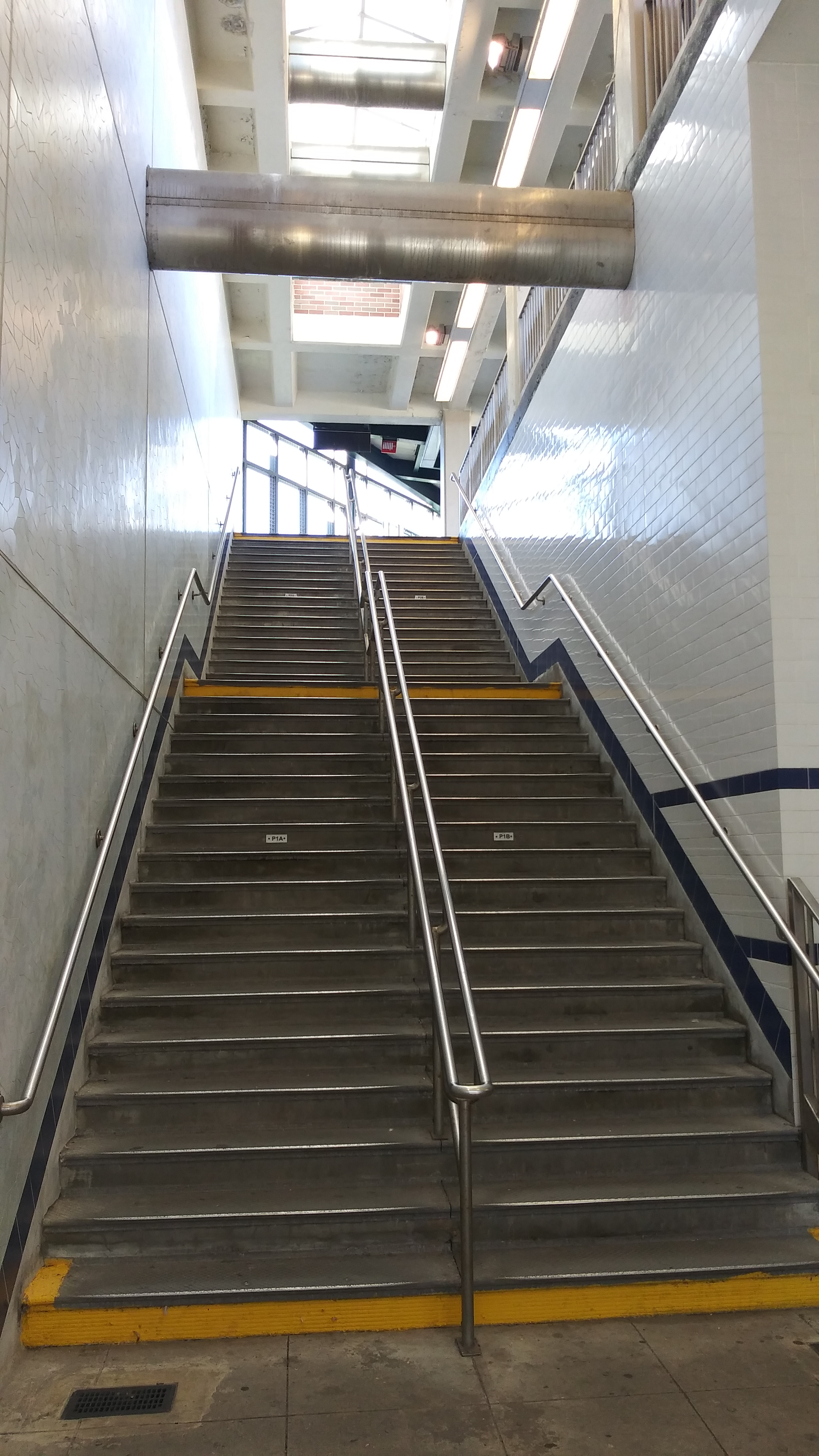
Лестница к платформе южного направления
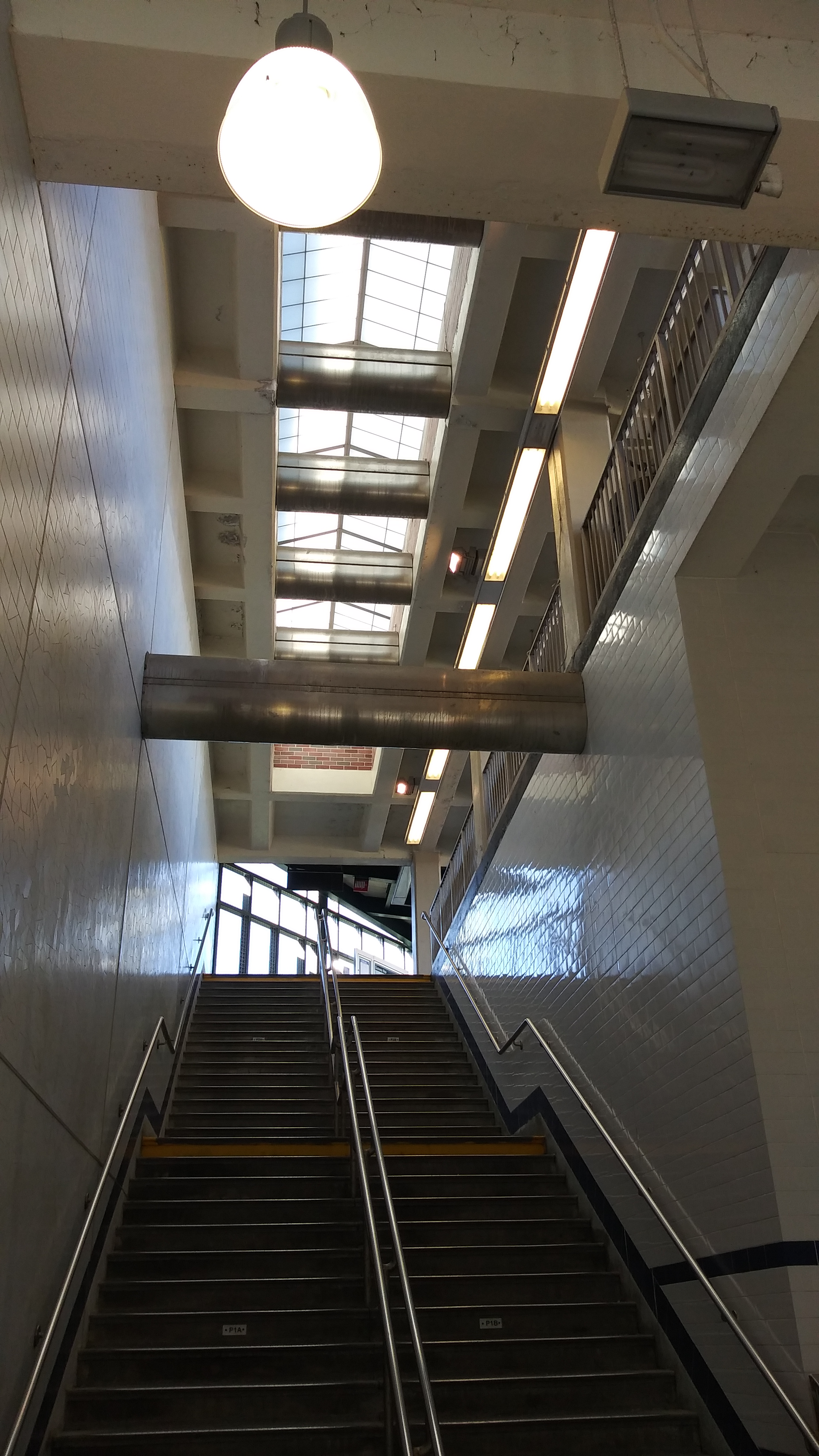
Фонарь над лестничной клеткой
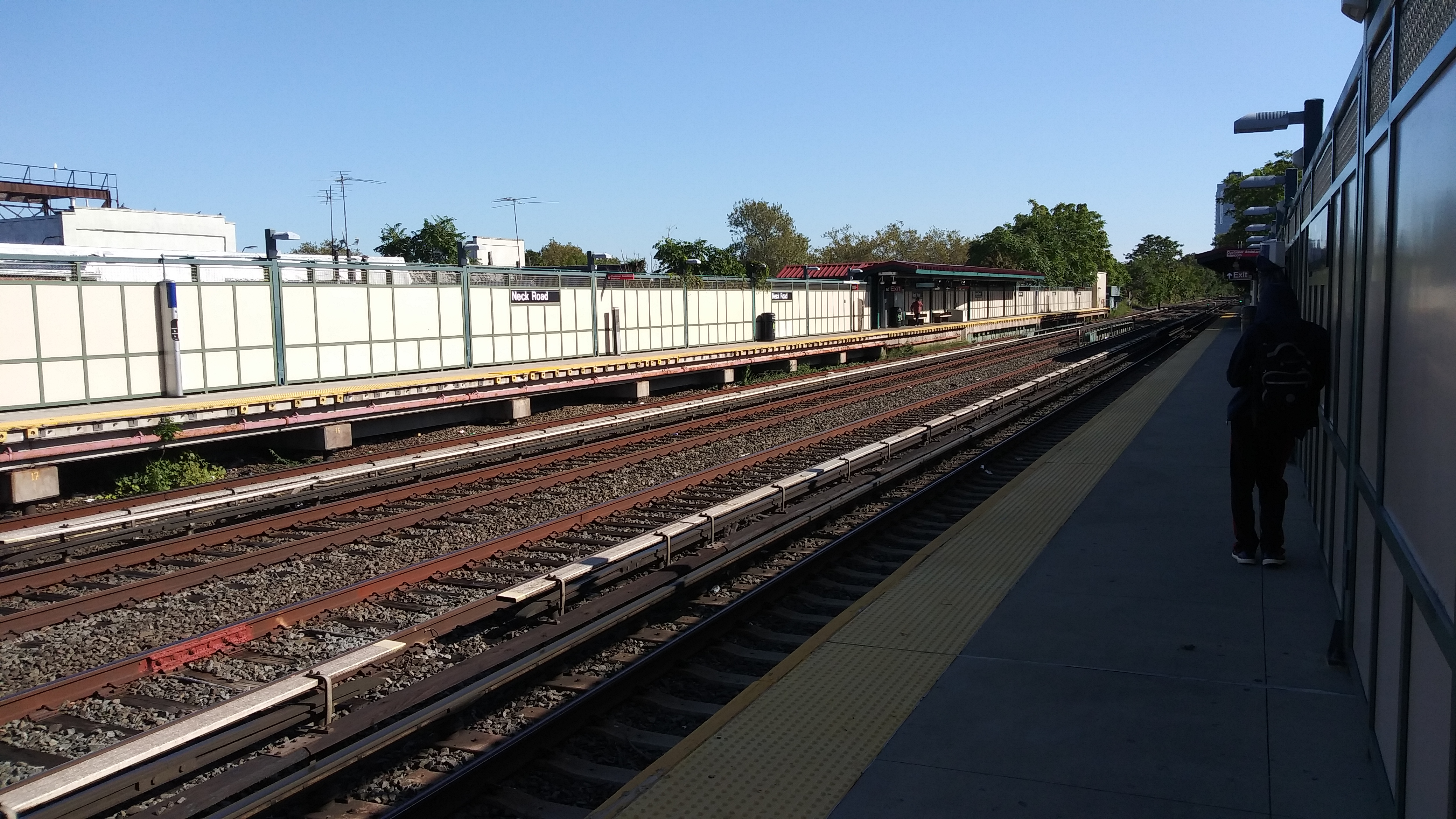
Вид на платформу северного направления
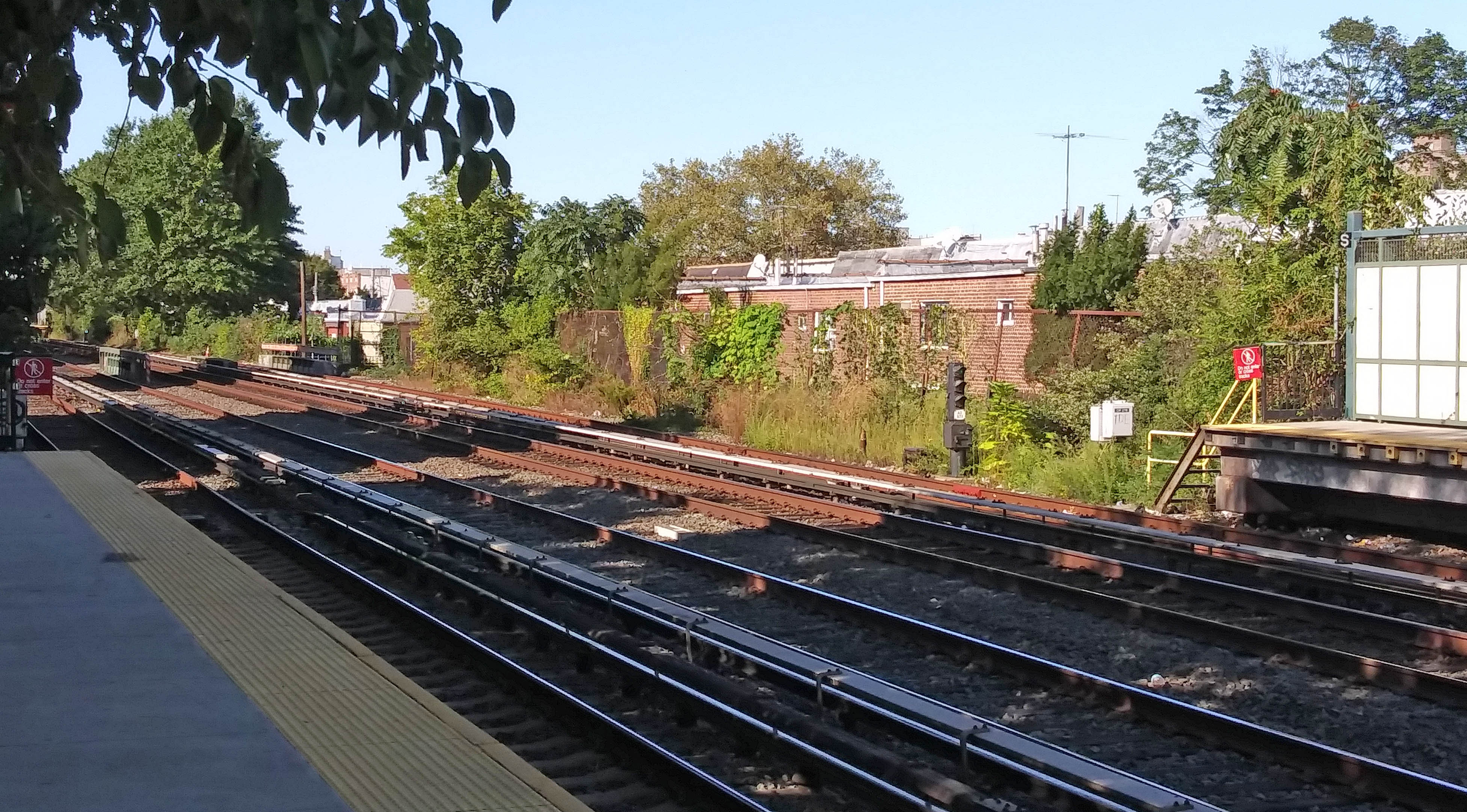
Пути к северу от станции
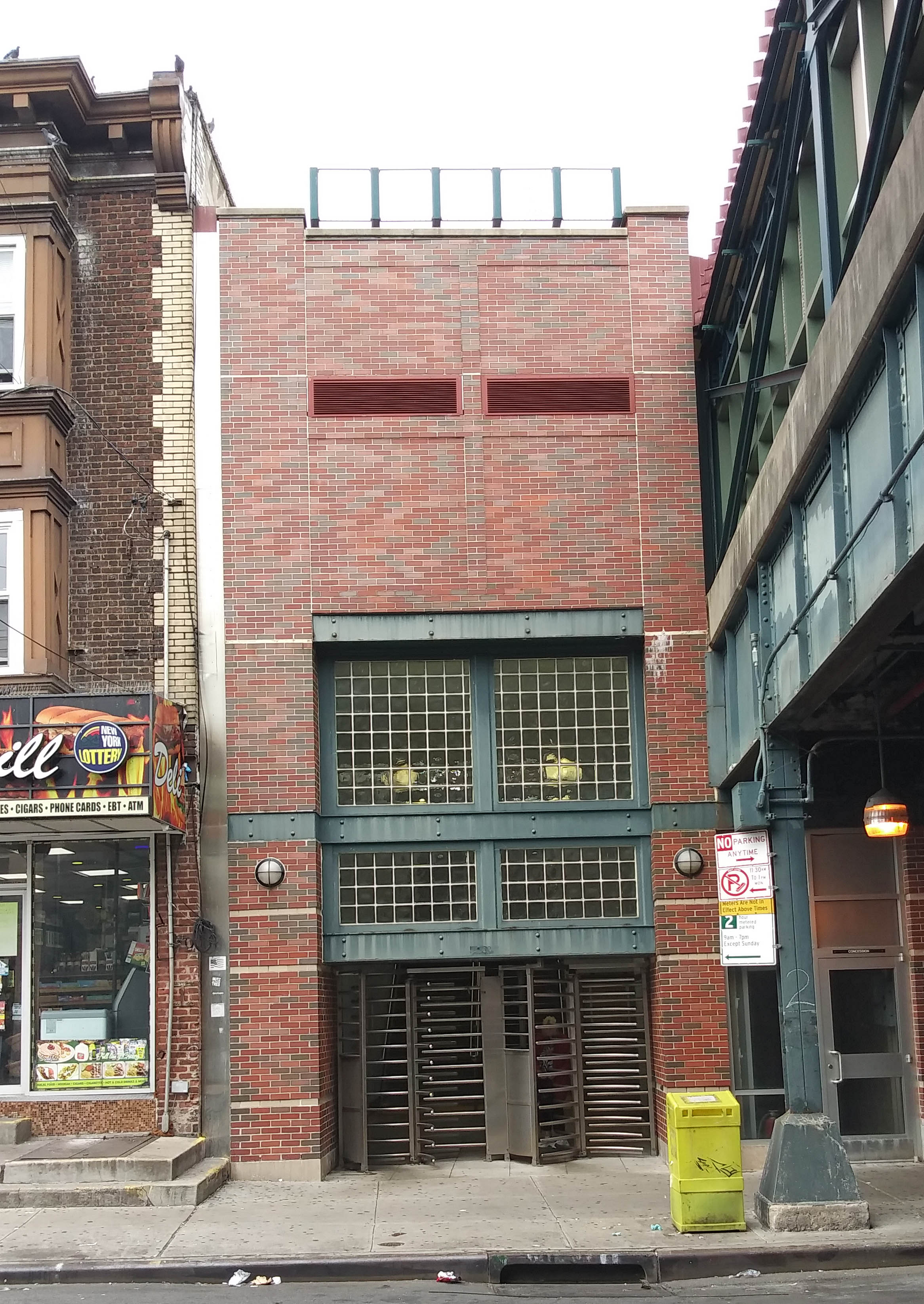
Выход со станции, с турникетами в полный рост